# 디어유
디어유(Dear U Co., Ltd.)는 대한민국의 팬 커뮤니케이션 플랫폼 기업이다. 본사는 서울특별시 강남구 학동로25길 37에 위치해 있으며 대표이사는 안종오이다.

## 제품
팬 커뮤니케이션 플랫폼인 ‘버블’을 통해 아티스트와 팬이 소통하는 공간을 월 구독형 서비스로 제공한다있다

## 역사
2025년 2월 21일 에스엠이 회사 지분 11.4%를 1,357억원에 인수하였다.

## 참고문헌
1. ↑  김효숙, "디어유, K팝 성장 둔화에 투심 약화…목표주가 하향", 이투데이, 2024-05-14
2. ↑  김태호, SM엔터 M&A 전략 빛난 디어유, 시총 1兆 넘본다, 딜사이트, 2024.01.12
3. ↑  김세형, 디어유, 김영민 이사 180억·안종오 대표 160억, 스마트투데이, 2023.03.22
4. ↑  엔터株 잘 나가지만 팬덤 플랫폼은 돈 벌기 어렵네… 디어유, 1년새 16% 하락, 조선비즈, 2024.01.23